# Farwell (Texas)
Pour les articles homonymes, voir Farwell.
La ville américaine de Farwell est le siège du comté de Parmer, dans l’État du Texas. Sa population s’élevait à 1 363 habitants lors du recensement de 2010, estimée à 1 317 habitants en 2016.